# پیلوت استیشن (آلاسکا)
پیلوت استیشن (به انگلیسی: Pilot Station) شهری در ناحیه سرشماری وید همپتون ایالت آلاسکا است که جمعیت آن در سرشماری سال ۲۰۰۰ میلادی ۵۵۰ نفر بوده‌است.